# Movimiento de la Patria
El Movimiento de la Patria (en croata: Domovinski Pokret, DP) hasta febrero de 2021 conocido como Movimiento de la Patria de Miroslav Škoro (en croata: Domovinski Pokret Miroslava Škore, DPMŠ) es un partido político de ideología nacionalista y euroescéptica de Croacia.
El DP fue fundado por el cantante croata, exdiputado de la Unión Democrática Croata (HDZ) y candidato a las elecciones presidenciales de 2019-20, Miroslav Škoro, el 29 de febrero de 2020.

## Historia
El 29 de febrero de 2020, Miroslav Škoro, exdiputado que se presentó a las últimas elecciones presidenciales, confirmó a los medios de comunicación la formación de un nuevo partido, cuatro meses y medio antes de las elecciones parlamentarias. El DP intentó formar una amplia coalición de centro derecha para las próximas elecciones. Negociaron con el Puente (MOST), pero no se llegó a ningún acuerdo. Se formó una coalición con varios otros partidos, incluidos los conservadores Soberanistas Croatas, que se estableció para participar en las elecciones europeas de 2019, y el recién fundado Bloque por Croacia. También se firmó un acuerdo de coalición con la Lista Verde, que hace hincapié en 'la protección del medio ambiente y la lucha contra el cambio climático enfocado en la democracia cristiana'.
El 20 de julio de 2021, Miroslav Škoro dimitió como presidente del partido por una disputa sobre las finanzas del partido. A esto pronto le siguió un procedimiento disciplinario contra Škoro y su hermana Vesna Vučemilović, por lo que decidieron abandonar el partido.
El 9 de octubre de 2021, el alcalde de Vukovar, Ivan Penava, fue elegido nuevo presidente del partido. Ivan Penava ha defendido el uso del antiguo saludo pronazi ustasha "Za dom spremni", afirmando que quien se sienta ofendido por ese lema no debería visitar Vukovar.
En las elecciones parlamentarias de 2024, el DP lideró una coalición con Ley y Justicia y dos miembros independientes del Sabor obtuvieron 14 escaños, convirtiéndose en la tercera facción más grande, aunque empatados en votos con ¡Podemos! y el Puente (MOST). La coalición del gobernante Unión Democrática Croata (HDZ) sólo obtuvo 61 escaños, necesitando 76 para formar gobierno. Como tal, el DP fue cortejado tanto por el HDZ como por la principal oposición, el Partido Socialdemócrata (SDP) y la coalición Ríos de Justicia liderada por Zoran Milanović, que intentó formar un amplio gobierno de 'salvación nacional' de todos los partidos contra el HDZ. Como tal, el partido ha sido descrito como el hacedor de reyes, ya que cualquier coalición a la que se unan, el HDZ o el SDP, obtendría suficientes escaños para formar un gobierno. Sin embargo, el 27 de abril, después de mantener negociaciones de coalición con ambos partidos, el Primer Ministro, Andrej Plenković del HDZ, anunció que el DP se uniría a su coalición 'en los próximos días'.

## Posiciones políticas
El DP es considerado conservador, populista de derecha y nacionalista. El partido compitió en las elecciones de 2020 en una coalición con varios otros partidos menores de derecha a extrema derecha, incluido el Partido Conservador Croata, Crecimiento Croata y el Bloque por Croacia. También es un oponente vocal de ¡Podemos! y el Partido Serbio Demócrata Independiente.
El partido está a favor de la Unión Europea y el Espacio Schengen pero se opone al euro, que Croacia adoptó oficialmente el 1 de enero de 2023. El partido también está en contra del aborto y del matrimonio entre personas del mismo sexo. Durante 2022, el partido expresó su apoyo a Ucrania, pero se opuso a permitir el entrenamiento militar de las Fuerzas Armadas de Ucrania en Croacia.

## Resultados electorales

### Parlamento
| Elección | Votos        | %      | Escaños | Crecimiento · Decrecimiento | Estatus      |
| -------- | ------------ | ------ | ------- | --------------------------- | ------------ |
| 2020     | 181,492 (#3) | 10.89% | 11/151  | Nuevo                       | Oposición    |
| 2024     | 202,714 (#3) | 9.56%  | 11/151  | Sin cambios                 | En coalición |